# Ford Castle

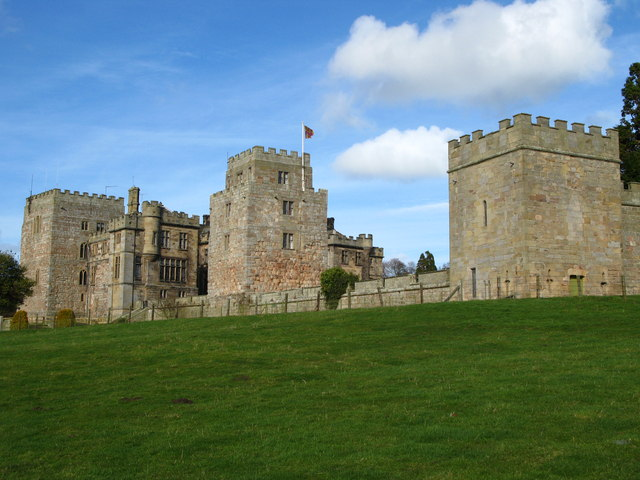
Ford Castle

Ford Castle ist eine Burg an einer Furt des Flusses Till beim Dorf Ford in der englischen Grafschaft Northumberland. English Heritage hat sie als historisches Gebäude I. Grades gelistet.

## Geschichte
Ein Gebäude an dieser Stelle wurde 1278 errichtet. Ihr Eigner, Sir William Heron, erhielt 1338 eine königliche Erlaubnis zur Befestigung seines Hauses (engl.: „Licence to Crenellate“). Im Jahre 1385 wurde die Burg von den Schotten erobert und abgerissen. Aber zu Beginn des 16. Jahrhunderts war sie wieder aufgebaut und befestigt. Am Vorabend der Schlacht von Flodden Field 1513 wurde sie vom schottischen König Jakob IV. erobert. Von der Familie Heron fiel sie 1549 durch Heirat an die Familie Carr und in den 1660er-Jahren, ebenfalls durch Heirat, an Sir Francis Blake aus Cogges in Oxfordshire.
Blake ließ 1694 ein großes Herrenhaus im Tudorstil innerhalb der Burg errichten. Nach Blakes Tod 1717 fiel das Anwesen von Ford Castle an den Gatten seiner Tochter Mary und dann 1723 an deren Sohn Francis Blake Delaval (1692–1752). 1761 ließ John Delaval, 1. Baron Delaval, (1728–1808) den Rittersaal mit Hilfe des Architekten George Raffield in gotischem Stil umbauen.

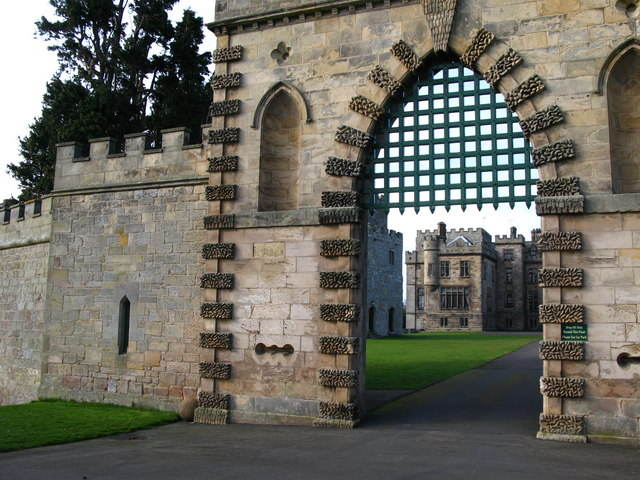
Das Einfahrtstor von Ford Castle

Nach dem Tod von Baron Delaval fiel das Anwesen an seine Enkelin Susannah, die mit dem Marquess of Waterford verheiratet war. 1862 ließ Louisa, die Witwe von Henry Beresford, 3. Marquess of Waterford, den Rittersaal restaurieren und grundlegend umbauen.
Im Jahre 1907 erwarb der Kohlenbergbaumagnat James Joicey, 1. Baron Joicey, die Burg, die dann bis heute in seiner Familie blieb. 1956 verpachtete sie die Familie an die Grafschaftsverwaltung von Northumberland als Wohnheim für Jugendliche.